# Axiome de fondation
L'axiome de fondation, encore appelé axiome de régularité, est l'un des axiomes de la théorie des ensembles. Introduit par Abraham Fraenkel, Thoralf Skolem (1922) et John von Neumann (1925), il joue un grand rôle dans cette théorie, alors que les mathématiciens ne l'utilisent jamais ailleurs, même s'ils le considèrent souvent comme intuitivement vérifié.
L'axiome de fondation fait ou non partie des axiomes de ZF (et ZFC) suivant les ouvrages. Dans la suite, on choisit de prendre ZF et ZFC sans axiome de fondation.

## Énoncé
Axiome de fondation.—
Tout ensemble x non vide possède un élément minimal pour l'appartenance sur x, soit un élément y n'ayant aucun élément en commun avec x :
{\displaystyle \forall x\left[x\neq \varnothing \Rightarrow \exists y(y\in x\wedge y\cap x=\varnothing )\right]}
Par exemple, si x a pour élément l'ensemble vide, ce dernier conviendra pour y. C'est même le seul choix possible si x est un ensemble transitif non vide (qui a donc forcément l'ensemble vide pour élément).
Dans un univers de la théorie des ensembles qui satisfait l'axiome de fondation, les ensembles se conforment davantage à l'intuition :
- aucun ensemble n'est élément de lui-même : on ne peut avoir x ∈ x, puisque sinon le singleton {x} fournirait un contre-exemple à l'axiome de fondation : {x} ∩ x = {x} ;
- plus généralement, la relation d'appartenance n'a pas de cycle : on ne peut avoir x0 ∈ x1 et x1 ∈ x2 et …, xn ∈ x0, puisque sinon {x0, …, xn} contredirait l'axiome de fondation ;
- plus généralement encore, on ne peut avoir de suite infinie d'ensembles (xn) telle que x0 ∋ x1 ∋ x2 … ∋ xn ∋ xn+1, …, puisque l'ensemble image de cette suite, {xn | n ∈ N}, contredirait l'axiome de fondation.

Cette dernière propriété signifie que la relation définie sur tout l'univers ensembliste par le prédicat à deux variables libres « x ∈ y » est bien fondée. Elle est équivalente à l'axiome de fondation si l'axiome du choix dépendant est vérifié. Ce dernier est un axiome du choix très faible qui permet de construire des suites et que le non-mathématicien suppose intuitivement toujours vérifié, souvent sans le savoir.

## Axiome de fondation et paradoxe de Russell
En présence de l'axiome de fondation, on n'a jamais « x ∈ x ». Le paradoxe de Russell met en jeu la classe {x | x ∉ x} : si c'est un ensemble on arrive à une contradiction que cet ensemble appartienne ou non à lui-même. En présence de l'axiome de fondation la classe {x | x ∉ x} est la classe de tous les ensembles (qui ne peut appartenir à elle-même).
On résout le paradoxe en théorie des ensembles par des restrictions au schéma d'axiomes de compréhension général, de façon tout à fait indépendante de l'axiome de fondation.
Les théories des ensembles ZFC, ZFC avec axiome de fondation et ZFC avec la négation de l'axiome de fondation, sont équi-cohérentes (voir la suite).

## Hiérarchie cumulative
La hiérarchie cumulative de von Neumann est définie par induction sur la classe de tous les ordinaux, en commençant par l'ensemble vide et en itérant l'ensemble des parties, c’est-à-dire que (avec P(E) désignant l'ensemble des parties de E) :
{\displaystyle V_{\alpha }=\bigcup _{\beta <\alpha }{{\mathcal {P}}(V_{\beta })}}
soit, en détaillant les cas possibles :
- V0 = Ø ;
- Vα+1 = P(Vα) ;
- Vα = ⋃β<α Vβ   pour tout ordinal limite α.

La classe (propre !) V est obtenue par réunion des Vα pour tous les ordinaux, soit en désignant par « Ord » la classe de tous les ordinaux :
V(x) ≡ ∃ α (Ord(α) et x ∈ Vα).
La classe V définit, à l'intérieur de tout modèle de la théorie des ensembles ZF ou ZFC, en gardant la même relation d'appartenance, un modèle de la théorie ZF (ZFC si l'univers initial est modèle de ZFC) qui satisfait AF, l'axiome de fondation. Ceci montre la cohérence relative de ZF+AF vis-à-vis de ZF, de même pour ZFC. Dit autrement, la négation de AF, l'axiome de fondation, n'est pas démontrable dans ZFC (et donc ZF).
On montre que, de plus, l'axiome de fondation est satisfait par un modèle de ZF si et seulement si ce modèle est réduit à la classe V. Dit autrement, modulo les autres axiomes de ZF, l'axiome de fondation équivaut à la formule ∀x V(x).
En présence de l'axiome de fondation, on peut donc définir le rang ordinal d'un ensemble a, qui est, suivant la convention choisie :
- ou bien le plus petit ordinal α tel que a ∈ Vα, c'est-à-dire qu'alors le rang de l'ordinal α est α + 1, et plus généralement le rang est toujours un ordinal successeur[3] ;
- ou bien le plus petit ordinal α tel que a ⊂ Vα, c'est-à-dire qu'alors le rang de l'ordinal α est α lui-même[4].

## Indépendance de l'axiome de fondation
L'axiome de fondation n'est pas démontrable à partir des axiomes de ZFC (bien sûr sans fondation). On montre, en modifiant la relation d'appartenance à l'aide d'une « permutation » sur l'univers de tous les ensembles, que si la théorie ZFC est cohérente, par exemple la théorie ZFC plus l'existence d'un ensemble a tel que a = {a} est cohérente.